# Mauroux, Gers
Mauroux är en kommun i departementet Gers i regionen Occitanien i sydvästra Frankrike. Kommunen ligger i kantonen Saint-Clar som tillhör arrondissementet Condom. År 2022 hade Mauroux 141 invånare.

## Befolkningsutveckling
Antalet invånare i kommunen Mauroux
Referens:INSEE